# Le Destin de Juliette
Le Destin de Juliette je francouzský hraný film z roku 1983, který režírovala Aline Issermann podle vlastního scénáře. Snímek měl světovou premiéru na filmovém festivalu v Cannes dne 13. května 1983.

## Děj
Juliette je dcera farmáře, která se provdala za železničního dělníka. S ním však není šťastná a rozhodne se změnit svůj život.

## Obsazení
| Laure Duthilleul   | Juliette  |
| Richard Bohringer  | Marcel    |
| Véronique Silver   | Renee     |
| Pierre Forget      | Ferdinand |
| Didier Agostini    | Etienne   |
| Hippolyte Girardot | Pierre    |
| Grégory Cosson     | Antoine   |

## Ocenění
- César: nominace v kategoriích nejlepší filmový debut (Aline Issermann) a nejslibnější herečka (Laure Duthilleul)